# Giro dell'Emilia 1921
Il Giro dell'Emilia 1921, undicesima edizione della corsa, si svolse il 10 luglio 1921 su un percorso di 295 km. La vittoria fu appannaggio dell'italiano Costante Girardengo, che completò il percorso in 9h39'00", precedendo i connazionali Giovanni Brunero e Bartolomeo Aymo.
I corridori che tagliarono il traguardo di Bologna furono 15.

## Ordine d'arrivo (Top 10)
| Pos. | Corridore           | Squadra         | Tempo    |
| ---- | ------------------- | --------------- | -------- |
| 1    | Costante Girardengo | Stucchi         | 9h39'00" |
| 2    | Giovanni Brunero    | Legnano-Pirelli | s.t.     |
| 3    | Bartolomeo Aymo     | Legnano-Pirelli | s.t.     |
| 4    | Alfredo Sivocci     | Legnano-Pirelli | a 18'40" |
| 5    | Federico Gay        | Bianchi-Dunlop  | s.t.     |
| 6    | Michele Gordini     | -               | s.t.     |
| 7    | Luigi Zoni          | -               | a 19'00" |
| 8    | Angelo Marchi       | -               | a 19'47" |
| 9    | Paride Ferrari      | Legnano-Pirelli | s.t.     |
| 10   | Emilio Petiva       | -               | s.t.     |